# Юзеф Клеменс Чорторийський
Юзеф Клеменс Чарторийський (21 листопада 1740, Брін — 15 лютого 1810, Варшава) — князь, державний діяч Речі Посполитої. Останній представник молодшої гілки роду Чорторийських на Корці та Олексинці.

## Життєпис
Батько — князь Станіслав Костка Чорторийський, луцький староста, війт, ловчий великий коронний. Мати — Анна Рибіньська, донька хелмінського воєводи Якуба Зиґмунта Рибіньського та Йоанни Потоцької.
Навчався спочатку вдома, одним з вчителів був монах-піяр кс. Новачиньський. Потім вирушив за кордон, відвідав Дрезден, Берлін та інші міста. Повернувся додому після смерті короля Августа ІІІ. Захопився німецьким способом господарювання, навіть одягався по-німецьки, часто розмовляв німецькою.
Луцький староста з 25 квітня 1763 року, урядувати почав по смерті батька 1766-го; з 1791-го через фінансові негаразди почав думати про його продаж. З 1768 також староста радошицький, стольник великий литовський з 11 грудня 1764 року, ключник волинський з 1772 року. 1767 року став кавалером ордену Білого Орла.
1774 року в Корці заснував економічну школу, яка однак діяла недовго. Дав дозвіл на заснування 2-х єврейських друкарень: в Олексинці 1767-го, Корці — 1776 року, В Корці сприяв поселенню німецьких колоністів, які розвивали тут промисловість. 1783 року за сприяння князя було засновано відоме виробництво порцеляни. Сприяв заснуванню та початку діяльності Волинської гімназії.
1809 року переїхав до Варшави. Вночі 15 лютого 1810 року Помер на руках Князевича[кого?]. Похований 20 лютого в кляшторі бернардинів Кальварії Зебжидовської; на похоронах мав промову Ю. П. Воронич.

### Сім'я
Дружина з 1778 року — княжна Дорота Барбара Яблоновська, донька Антонія Барнаби Яблоновського, уродженка Ганнополя. Мали 5 доньок:
- Марія Антоніна
- Клементина Марія Тереза
- Тереза
- Юзефіна — дружина І-го ордината Ланьцута графа Альфреда Потоцького.
- Целестина.